# Martin Ackermann

Martin Ackermann (2018)

Martin Karl Ackermann (* 1971 in Schwyz) ist ein Schweizer Biologe und Hochschullehrer.

## Leben und Wirken
Martin Ackermann studierte Biologie an der Universität Basel und promovierte dort 2002 mit einer Dissertation über die Evolution der Alterung. Danach arbeitete er zwei Jahre an der University of California, San Diego. 2004 nahm er eine Stelle als Assistent von Sebastian Bonhoeffer an der ETH Zürich an. Er war seit 2006 SNF-Professor, seit August 2008 ausserordentlicher Professor und seit 2015 ist er ordentlicher Professor für die Ökologie Mikrobieller Systeme am Institut für Biogeochemie und Schadstoffdynamik der ETH Zürich. Er ist zudem Leiter der Abteilung Umweltmikrobiologie an der Eawag.
Die Arbeitsgruppe von Ackermann untersucht Fragen aus der Evolutionsbiologie mit Hilfe von experimenteller Evolution mit Bakterien. Ein zweites Forschungsgebiet ist der evolutionäre Ursprung der Alterung. Mit Hilfe von Experimenten mit Bakterien und theoretischen Modellen wird untersucht, wann und wieso Alterung im Laufe der Evolution entstanden ist.
Ab Ende März 2020 war Ackermann im Leitungsgremium der Swiss National COVID-19 Science Task Force. Von August 2020 bis August 2021 war er Präsident dieser Expertengruppe. Vor der beschlossenen «Normalisierungphase» trat er als Präsident zurück, bleibt aber Mitglied dieses Gremiums. Nachfolgerin wurde Tanja Stadler.
Er wurde am 29. Juni 2022 vom Bundesrat, auf Antrag des ETH-Rats, zum 1. Januar 2023 zum Direktor der Eawag gewählt.